# ロジンバッグ

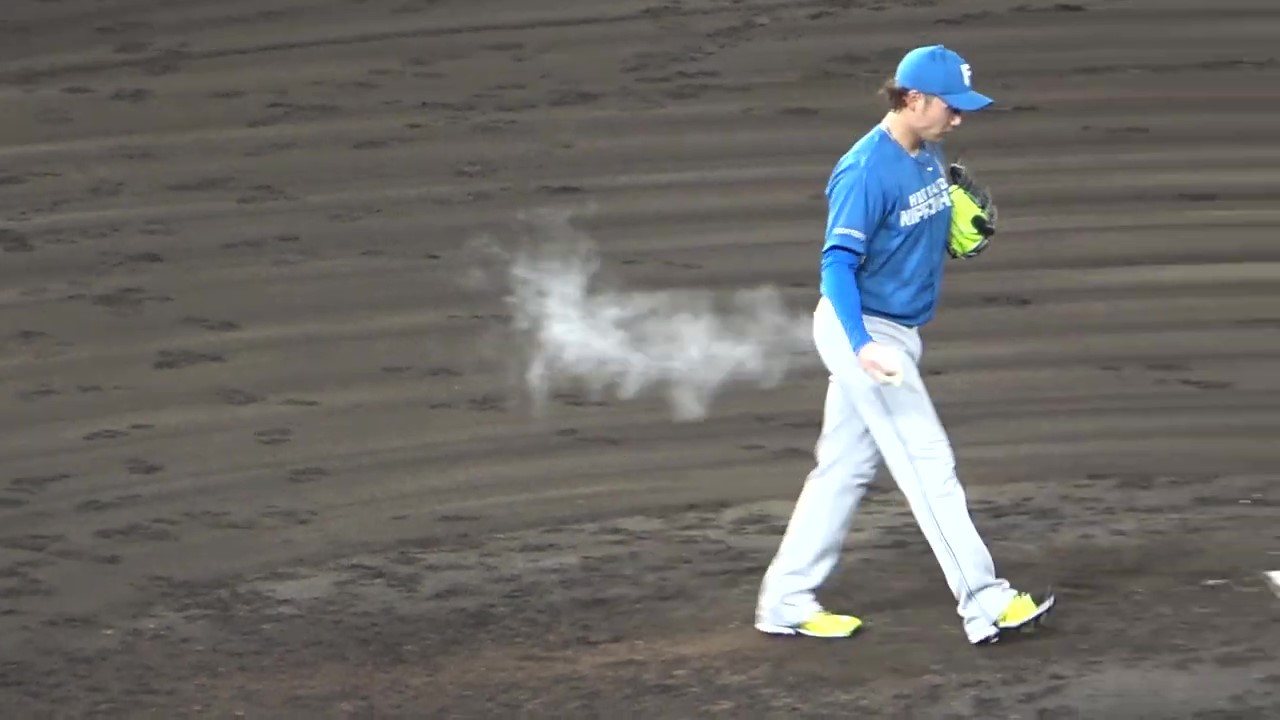
ロジンバッグを使う伊藤大海（2022年7月27日、オールスターゲーム）

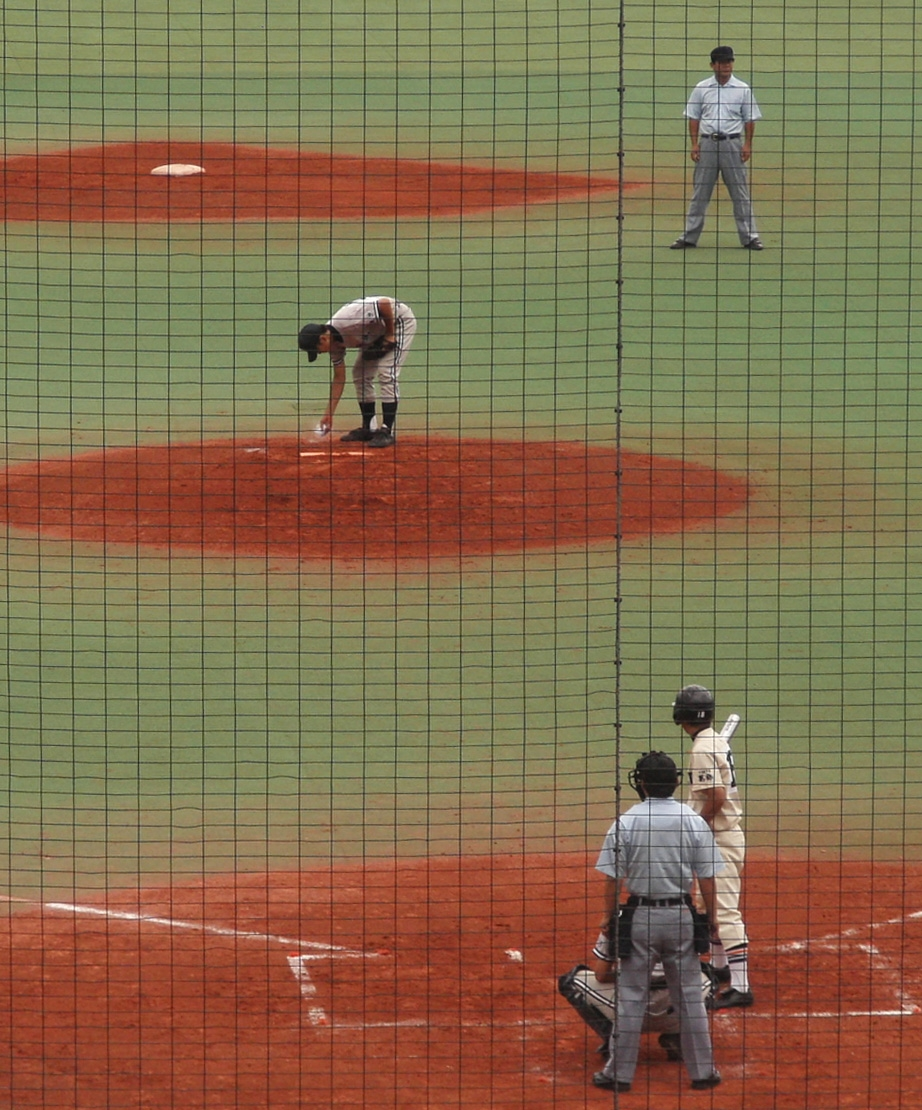
ロジンバッグに触れる高校球児

ロジンバッグ (Rosin Bag)またはロージンバッグ とは、滑り止め剤の粉末を布製の袋に詰めたもの。握ったり叩いたりすることで繊維間より適量の粉末を振り出す。
野球・ソフトボールの投手、重量挙げや器械体操の選手が手先の滑り止めを目的として使用する。一般的な読みや辞書等では「ロージンバッグ」と表記される場合が多いが、日本の公認野球規則には「ロジンバッグ」と記載されている。なおロジンとは成分の一部である松脂由来の天然樹脂。

## 成分
滑り止め剤の成分は大略、炭酸マグネシウム80%、松脂15%、その他からなる。同様の成分のものがゴルフやテニス、ボウリングでも使用される。

## 野球ルール
メジャーリーグでは1926年から使用が許された。
不正を防ぐため、公式戦ではロジンバッグを投手が自ら持参することはなく、審判員が検査の上、提供する。置き場所は投手板の後方と定められている（雨天等により品質劣化の心配がある場合は投手の尻ポケットに入れさせる）。ロジン粉末を付けることが許されるのは素手のみに限られ、手以外の身体やユニフォーム、グラブやボールにふりかけることは出来ない。
打球がロジンバッグに触れた場合でも、ボールデッドとはならない。

### 置き場所
2019年現在の規則では、上記の通り「投手板後方」に置くことと定められているが、ロジンバッグはボールと同じ白色であるため見間違いやすく、アンダースロー投手がボールを離す点とロジンバッグが打者から見て一致することがあるため、「投手板後方かつ投手板の幅の範囲内」等への規則改正が検討されている。